# Zoria (przystanek kolejowy)
Zoria (ukr. Зоря d. Колгоспна, ros. Колхозная) – przystanek kolejowy w miejscowości Baraboj, w rejonie odeskim, w obwodzie odeskim, na Ukrainie.